# Tremulous
Tremulous je týmová 3D akční počítačová hra odehrávající se v prostředí vesmírných základen, dolů a výzkumných komplexů. Soupeří mezi sebou lidé a vetřelci.

## Engine
Hra je postavena na modifikovaném enginu Quake 3, který nevyužívá schopnosti moderních grafických karet.

## Herní princip
Základním principem je zničit základnu nepřátelského týmu, který se pokouší o totéž, přičemž oba týmy se snaží o co nejefektivnější obranu základny. Hra končí po zabití všech hráčů a zničení všech spawnů (telenode/egg).

## Zbraně a evoluce a jejich získávání
Za fragy hráči získávají buď kredity za lidi nebo evoluční body za vetřelce.
Lidé za ně nakupují lepší zbraně a vylepšení, vetřelci se mohou vyvinout na vyšší evoluční stupeň.
Lepší zbraně ale nelze získat ihned, každá strana musí určitý počet fragů, potřebných pro přejití na vyšší stupeň. Stupně jsou celkem 3.

### Zbraně a vylepšení u lidí

#### Zbraně
- Stage 1
  - Construction Cit → free
  - Blaster → free
  - Rifle → free
  - Pain Saw → 100 credit
  - Shotgun → 150 credit
  - Laser Gun → 250 credit
  - Mass Driver →350 credit
  - Chaingun 400 → credit
- Stage 2
  - Advanced Construction Kit
  - Pulse Rifle → 450 credit
  - Grenade → 200 credit
  - Flamethrower → 450 credit
  - Někde i mina → 400 credit
- Stage 3
  - Lucifer Cannon → 600 credit

#### Vylepšení
- Stage 1
  - Light Armor → 90 credit
  - Battery Pack → 100 credit
  - Medkit → free
- Stage 2
  - Helmet → 90 credit
  - Jet Pack →120 credit
- Stage 3
  - Battle Suit 400 → credit

### Evoluce u vetřelců
- Stage 1
  - Dretch 0 evoldů
  - Granger 0 evoldů
  - Bazilisk 1 evold
  - Marauder 2 evoldy
  - Dragon 3 evoldy
- Stage 2
  - Advanced Granger 0 evoldů
  - Advanced Bazilisk 2 evoldy
  - Advanced Marauder 3 evoldy
- Stage 3
  - Advanced Dragon 4 evoldy
  - Tyrant 5 evoldů

## Báze, budovy a stavba budov
Při startu hry každá strana má vybudováno základní vybavení báze. Bázi lze přesunout na jiné místo, ale vyžaduje to značnou koordinaci týmu a schopnosti stavitele. Každá budova vyžaduje určitý čas k dokončení.
Lidé staví pomocí Construction kitu a Advanced Construction kitu. Stavitel má k dispozici omezené množství stavěcích bodů (building points).
Vetřelci vytvářejí pomocí Grangerů organické struktury.

### Budovy lidí
- Stage 1
  - Reactor
  - Telenode
  - Machine Gun Turret
  - Armoury
  - Medistation
- Stage 2
  - Defence Computer
  - Repeater
- Stage 3
  - Tesla Turret

### Struktury vetřelců
- Stage 1
  - Overmind
  - Egg
  - Acid Tube
  - Barricade
- Stage 2
  - Trapper
  - Booster
- Stage 3
  - Hive
  - Hovel

## Derivát
Unvanquished je počítačová hra založená na Tremulous za použití jiného enginu (Daemon), která byla poprvé zveřejněna v roce 2012 a je pod aktivním vývojem. Obsahuje mnoho původních map a umožňuje spouštět oficiální Tremulous mapy, dostupné jako komunitní balíčky s vylepšenými texturami a zvuky. Některé oficiální Unvanquished mapy začaly jako komunitní mapy pro Tremulous.